# 峯田智代
峯田 智代（みねた ともよ〔別名義：峰田 智代、峰田 知代、嶺田 智代〕）は、日本の女優、声優。

## 出演

### 映画
- 「みんな〜やってるか!」（1995年2月11日）

### テレビドラマ
- テレビ指定席「駅」（1965年12月4日、NHK）
- 「特別機動捜査隊」（テレビ朝日）
  - 第266話「日曜日の死角」（1966年11月30日）
  - 第345話「濁った大都会の天使」（1968年6月5日） - 主婦 役
  - 第591話「失われた乳房」（1973年2月28日） - 主婦 役
  - 第655話「ある特捜記者」（1974年5月22日） - 主婦 役
  - 第782話「わたしの父さん」（1976年11月17日） - 知子 役
- 大河ドラマ（NHK）
  - 「樅ノ木は残った」第2話（1970年1月11日） - 奥女中 役
  - 「勝海舟」第6話（1974年2月10日） - 芸者 役
  - 「風と雲と虹と」
    - 第15話「伊予の海霧」（1976年4月11日） - 里人 役
    - 第45話「叛逆の道」（1976年11月7日） - 母 役

  - 「花神」
    - 第2話「旅行けば」（1977年1月9日） - 百姓女房 役
    - 第37話「亀山社中」（1977年9月11日） - 芸者 役

  - 「草燃える」第30話（1979年7月29日） - 女房 役
  - 「獅子の時代」第15話（1980年4月13日） - 芸者 役
  - 「峠の群像」第10話（1982年3月14日） - 不破家下僕 役
  - 「徳川家康」第47話（1983年11月27日） - 老女 役
  - 「山河燃ゆ」第37話（1984年9月16日） - 娘の母 役
  - 「いのち」第37話（1986年9月14日） - 壮太の母 役
  - 「春日局」第1話（1989年1月1日） - 侍女 役
  - 「信長 KING OF ZIPANGU」
    - 第4話「切腹」（1992年1月26日）
    - 第6話「大名への第一歩」（1992年2月9日）
    - 第45話「地球は丸い」（1992年11月15日）
    - 第47話「全国平定作戦」（1992年11月29日）
- 「鞍馬天狗」第39話（1970年7月10日、NHK）
- 「あほんだれ一代」第12話（1971年9月21日、NHK）
- 「鬼平犯科帳」第2話（1975年4月9日、テレビ朝日）
- 「剣と風と子守唄」第19話（1975年8月5日、日本テレビ）
- 「太陽にほえろ!」第169話（1975年10月10日、日本テレビ）
- 「それ行け!カッチン」第19話（1976年3月29日、TBS）
- 「江戸の旋風」（フジテレビ）
  - 「同心部屋御用帳 江戸の旋風II」
    - 第13話「おみよの復讐」（1976年6月24日）
    - 第19話「女掏摸の恋」（1976年8月5日）
    - 第47話「泣くな、お人よし」（1977年2月17日）

  - 「同心部屋御用帳 江戸の旋風」
    - 第3話「兇党の息子」（1977年4月21日）
    - 第5話「本所おいてけ堀」（1977年5月5日）
    - 第42話「不運な出会い」（1978年3月2日）
    - 最終話「いま、新しい旅立ち」（1978年4月27日）

  - 「同心部屋御用帳 新・江戸の旋風」第22話（1980年6月26日）
- 「俺たちの旅」第41話（1976年8月1日、日本テレビ）
- 「愛が見えますか…」第1話（1976年10月29日、日本テレビ）
- 「破れ傘刀舟悪人狩り」第116話（1976年12月14日、テレビ朝日）
- 「俺たちの朝」第15話（1977年1月30日、日本テレビ）
- 「大江戸捜査網 第3シリーズ」（テレビ東京）
  - 第179話「命を賭けたいかさま稼業」（1977年3月12日）
  - 第230話「むすめ隠密 涙の旅立ち」（1978年4月8日）
  - 第241話「やくざ同心怒りの復讐」（1978年6月24日）
  - 第244話「赤児暗殺 泣き笑い騒動」（1978年7月15日）
  - 第247話「女義賊 怒りの逆襲」（1978年8月5日）
  - 第256話「狙われた恐怖の連判状」（1978年10月7日）
  - 第294話「島破り 執念の逃亡者」（1979年6月30日）
- 「前略おふくろ様 第2シリーズ」第23話（1977年3月25日、日本テレビ） - 従業員 役
- 「伝七捕物帳」第145話（1977年3月29日、日本テレビ） - 客 役
- 「ご存知!女ねずみ小僧」第16話（1977年8月15日、フジテレビ） - 女房 役
- 「達磨大助事件帳」第1話（1977年10月13日、テレビ朝日）
- 「新五捕物帳」（日本テレビ）
  - 第2話「女白浪情けの牢破り」（1977年10月25日）
  - 第8話「蛇の道は蛇」（1977年12月6日）
  - 第44話「阿波木偶秘聞・後」（1978年10月31日）
- 東芝日曜劇場「証明」（1977年12月11日、TBS） - 主婦 役
- 「若さま侍捕物帳」第4話（1978年6月15日、テレビ朝日）
- 「江戸の渦潮」第9話（1978年6月29日、フジテレビ）
- 「続・あかんたれ」第98話（1978年8月9日、フジテレビ）
- 「愛の終着駅」第1話（1978年8月28日、TBS）
- 「人はそれをスキャンダルという」第9話（1979年1月16日、TBS）
- 連続テレビ小説（NHK）
  - 「マー姉ちゃん」（1979年4月2日 - 9月29日） - 仲居 役
  - 「おしん」第74話（1983年6月28日） - 女中 役
- 「沿線地図」第5話（1979年5月11日、TBS） - 仲居 役
- 銀河テレビ小説（NHK）
- 「太郎の青春」最終話（1980年1月7日） - ホステス 役
- 土曜ドラマ（NHK）
  - 離婚（1980年） - 調査官 役
- 「風神の門」第20話（1980年9月10日、NHK） - 女 役
- 「事件」（NHK）
  - 「続・続 事件 月の景色」第2話（1980年9月21日）
  - 「新・事件 わが歌は花いちもんめ」第1話（1981年9月6日） - ホステス 役
  - 「新・事件 断崖の眺め」第3話（1984年12月1日）
- 「江戸の朝焼け」第15話（1980年12月18日、フジテレビ）
- 「男子の本懐」（1981年1月4日、NHK）
- 「3年B組金八先生 第2シリーズ」第23話（1981年3月13日、TBS） - 平尾加代子 役
- 「夢千代日記」（NHK）
  - 「夢千代日記」最終話（1981年3月15日）
  - 「新 夢千代日記」第3話・第5話・第7話 - 最終話（1984年1月29日・2月12日・2月26日 - 3月18日）
- 「続あ・うん」最終話（1981年6月14日、NHK） - 芸者 役
- 「ザ・ハングマンII」第13話（1982年8月27日、テレビ朝日）
- 「ビゴーを知っていますか」（1982年10月9日、NHK）
- 西武スペシャル「季節が変わる日」（1982年11月4日、日本テレビ）
- 「夕暮れて」第1話（1983年1月16日、NHK）
- 「北の国から'83冬」（1983年3月24日、フジテレビ）
- 「家族づくり」（1983年9月5日 - 10月28日、TBS）
- 「花へんろ 風の昭和日記」（1985年4月13日 - 5月25日、NHK）
- 「親戚たち」第3話・第11話（1985年7月18日・9月12日、フジテレビ）
- 木曜ドラマストリート「花嫁の父 狙われた披露宴、ウェディングドレスを刃が襲う!」（1985年12月12日、フジテレビ）
- 「ライスカレー」第9話（1986年5月29日、フジテレビ）
- 「肝っ玉ママとオチャメな天使」（1986年9月22日、フジテレビ）
- 「時にはいっしょに」第5話（1986年11月13日、フジテレビ）
- 森村誠一サスペンス「殺意の重奏」（1987年2月2日、フジテレビ）
- 「赤ひげ」（1989年4月1日、TBS）
- 「晴のちカミナリ」第4話（1989年5月3日、NHK）
- 「世にも奇妙な物語」（フジテレビ）
  - 「時のないホテル」（1990年7月26日）
  - 「冬の特別編『復讐クラブ』」（1991年1月3日）
  - 「冬の特別編『ロンドンは作られていない』」（1992年12月30日）
- 男と女のミステリー「昭和推理傑作選」第1作（1990年7月27日、フジテレビ）
- 「ホテルウーマン」第7話（1991年11月18日、フジテレビ）
- 「君のためにできること」第1話（1992年7月6日、フジテレビ）
- 「腕におぼえあり2」第4話（1992年9月25日、NHK）
- 「カミング・ホーム」第1話（1994年7月8日、TBS）
- 「大家族ドラマ 嫁の出る幕」第1話（1994年7月14日、テレビ朝日）

### テレビアニメ
1975年
- フランダースの犬（ジョルジュの母）